# 1852 في الولايات المتحدة
فيما يلي قوائم الأحداث التي وقعت خلال عام 1852 في الولايات المتحدة.

## سياسة

### تعيين في المنصب
- 1 يناير – روبرت ماكليلاند حاكم ميشيغان [الإنجليزية]‏.
- 10 يناير – هنري ستيوارت فوت حاكم ميسيسيبي [الإنجليزية]‏.
- 16 يناير – جوزيف جونسون حاكم فرجينيا [الإنجليزية]‏.
- 20 يناير – وليام بيغلر حاكم ولاية بنسلفانيا [الإنجليزية]‏.
- 30 يناير – جون ب. ويلر عضو مجلس الشيوخ الأمريكي.
- 12 مايو – إسحاق توكي عضو مجلس الشيوخ الأمريكي.
- 6 نوفمبر – إدوارد إيفرت وزير الخارجية الأمريكي.
- 9 ديسمبر – جون لورنس مانينغ حاكم كارولينا الجنوبية [الإنجليزية]‏.

### انتهاء فترة المنصب
- 16 يناير – جون ب فلويد حاكم فرجينيا [الإنجليزية]‏.
- 28 مايو – جون م بيرين عضو مجلس الشيوخ الأمريكي.
- 29 يونيو – هنري كلاي عضو مجلس الشيوخ الأمريكي.
- 25 يوليو – وليام الكسندر غراهام الأمين العام.
- 24 أكتوبر – دانيال وبستر وزير الخارجية الأمريكي.
- 20 ديسمبر – وليام آر كنج عضو مجلس الشيوخ الأمريكي.
- 31 ديسمبر – واشنطن هنت حاكم نيويورك [الإنجليزية]‏.

## ظهور
- 1 يناير – كوخ العم توم رواية من تأليف هيريت ستاو.

## كتب
من الكتب التي صدرت هذه السنة في الولايات المتحدة:
- 1 يناير – حب بليثديل من تأليف ناثانيال هاوثورن.

## مواليد

### يناير
- 22 يناير – جوشوا جورج الكسندر سياسي أمريكي.
- 28 يناير – جورج ولينغتون سياسي أمريكي.

### أبريل
- 17 أبريل – كاب أنسون لاعب كرة قاعدة من الولايات المتحدة الأمريكية.
- 25 أبريل – ماركوس يوجين جونز

### مايو
- 11 مايو – تشارلز فيربانكس سياسي أمريكي.

### يوليو
- 6 يوليو – بيتر ماكغواير نقابي من الولايات المتحدة الأمريكية.
- 26 يوليو – فرانسيس روبنز ابتون فيزيائي أمريكي.

### سبتمبر
- 23 سبتمبر – ويليام ستيوارت هالستد جراح من الولايات المتحدة الأمريكية.
- 27 سبتمبر – بايرون سيلفستر وايت سياسي أمريكي.

### نوفمبر
- 20 نوفمبر – روبرت ووكر تايلور سياسي أمريكي.

## وفيات

### يناير
- 1 يناير – ويليام إيد (مواليد 1796) سياسي أمريكي.
- 9 يناير – يمل سوير (مواليد 1777) سياسي أمريكي.
- 16 يناير – جون باين تود (مواليد 1792)

### فبراير
- 14 فبراير – توماس كارلن (مواليد 1789) سياسي أمريكي.

### مارس
- 30 مارس – جوناثان مكارتي (مواليد 1795) سياسي أمريكي.

### يونيو
- 29 يونيو – هنري كلاي (مواليد 1777) سياسي أمريكي.

### يوليو
- 9 يوليو – توماس ماكين طومسون ماكينان (مواليد 1794) سياسي أمريكي.
- 19 يوليو – جون ماكينلي (مواليد 1780) سياسي أمريكي.

### أغسطس
- 14 أغسطس – مارغريت تايلور (مواليد 1788) سياسية من الولايات المتحدة الأمريكية.

### أكتوبر
- 25 أكتوبر – جون سي كلارك (مواليد 1793) سياسي أمريكي.
- 25 أكتوبر – دانيال وبستر (مواليد 1782) سياسي ومحامي أمريكي.

### نوفمبر
- 11 نوفمبر – ديفيد هينشو (مواليد 1791) سياسي أمريكي.
- 24 نوفمبر – والتر فوروارد (مواليد 1786) سياسي أمريكي.